# Midnite Lover
| Críticas profissionais | Críticas profissionais |
| Avaliações da crítica  | Avaliações da crítica  |
| Fonte                  | Avaliação              |
| ---------------------- | ---------------------- |
| Allmusic               | [ 1 ]                  |
| Entertainment Weekly   | C+                     |
| Rolling Stone          | [ 3 ]                  |
| Vibe                   | (favorável)            |

Midnite Lover é o quarto álbum de estúdio do cantor jamaicano Shaggy. Foi lançado no ano de 1997. "Piece of My Heart" and "My Dream" foram os únicos singles lançados do álbum.

## Faixas
1. "My Dream"
2. "Perfect Song"
3. "Tender Love"
4. "Geenie"
5. "Sexy Body Girls"
6. "Piece of My Heart"
7. "Think Ah So It Go"
8. "Midnite Lover"
9. "Mission"
10. "Way Back Home"
11. "John Doe"
12. "Thank You Lord"